# 제27회 금마장
제27회 금마장의 시상식에 관한 내용이다.

## 수상 및 후보

### 작품상
- 홍진 - 엄호 수상

### 감독상
- 홍진 - 엄호 수상

### 남우주연상
- 양가휘 수상

### 여우주연상
- 홍진 - 임청하 수상

### 남우조연상
- 천도방자 - 유덕화 수상

### 여우조연상
- 홍진 - 장만옥 수상

### 각본상
- 홍진 - 엄호 수상

### 촬영상
- 홍진

### 미술상
- 홍진

### 영화음악상
- 홍진

### 분장/의상디자인상
- 홍진